# Franz Römer
Franz Römer (* 19. Juli 1943 in Wien) ist ein österreichischer Klassischer Philologe.
Franz Römer studierte Klassische Philologie und Anglistik an der Universität Wien, wo er 1968 sub auspiciis praesidentis rei publicae mit einer Dissertation über die Geographie des Älteren Plinius promoviert wurde. Die Arbeit wurde mit dem Preis der Stadt Wien „600 Jahre Universität Wien“ ausgezeichnet. Ab 1968 war Römer Universitätsassistent und absolvierte im selben Jahr einen  Forschungsaufenthalt in Großbritannien und Irland, um Katalogisierungsarbeiten für ein unter der Leitung Rudolf Hansliks stehendes Projekt zu Augustinus durchzuführen. Ab 1971 hatte er Lehraufträge in Wien und Salzburg. 1975 habilitierte er sich mit einer Arbeit zur Überlieferung des Tacitus.
Seit 1978 war er o. Professor an der Universität Wien. Von 1984 bis 1986 war er Vorstand des Instituts für Klassische Philologie, das seit 2000 den Namen „Institut für Klassische Philologie, Mittel- und Neulatein“ trägt. Diese Bezeichnung trägt den weit gespannten Lehr- und Forschungsschwerpunkten der Mitarbeiter Rechnung. Von 1992 bis 2011 war Römer Mitglied der Kommission für antike Literatur und lateinische Tradition der Österreichischen Akademie der Wissenschaften, von 1993 bis 1996 war er Pro- bzw. Prädekan der Geisteswissenschaftlichen Fakultät der Universität Wien, von 1996 bis 2010 Dekan der Geisteswissenschaftlichen, der Geistes- und Kulturwissenschaftlichen bzw. der  Philologisch-Kulturwissenschaftlichen Fakultät der Universität Wien.